# 1916
Cette page concerne l'année 1916 (MCMXVI en chiffres romains) du calendrier grégorien.   Pour les autres significations, voir 1916 (homonymie).
L'année 1916 est une année bissextile qui commence un samedi.

## En bref
- 21 février-18 décembre : bataille de Verdun.
- 24 avril : insurrection de Pâques.
- 16 mai : accords Sykes-Picot.
- 10 juin : grande révolte arabe.
- 1er juillet-18 novembre : bataille de la Somme.
- 1er-2 décembre : « vêpres grecques ».

## Événements

### Afrique
- 1er janvier, Cameroun : les troupes alliées entrent à Yaoundé, évacuée par les Allemands[1].
- 12 février : victoire allemande sur le général sud-africain Wilfred Mallesonà la bataille de Salaita. Jan Smuts prend le commandement des opérations en Afrique de l’Est[2].
- 15 février : les troupes allemandes du Kamerun se réfugient en territoire espagnol, au Rio Muni[3]. À cette nouvelle, la ville de Mora, qui résiste au nord, se rend le 18 février. Le Cameroun est occupé par les Alliés[1].

- 4 mars : les Français et les Britanniques se partagent la colonie allemande du Kamerun[4].

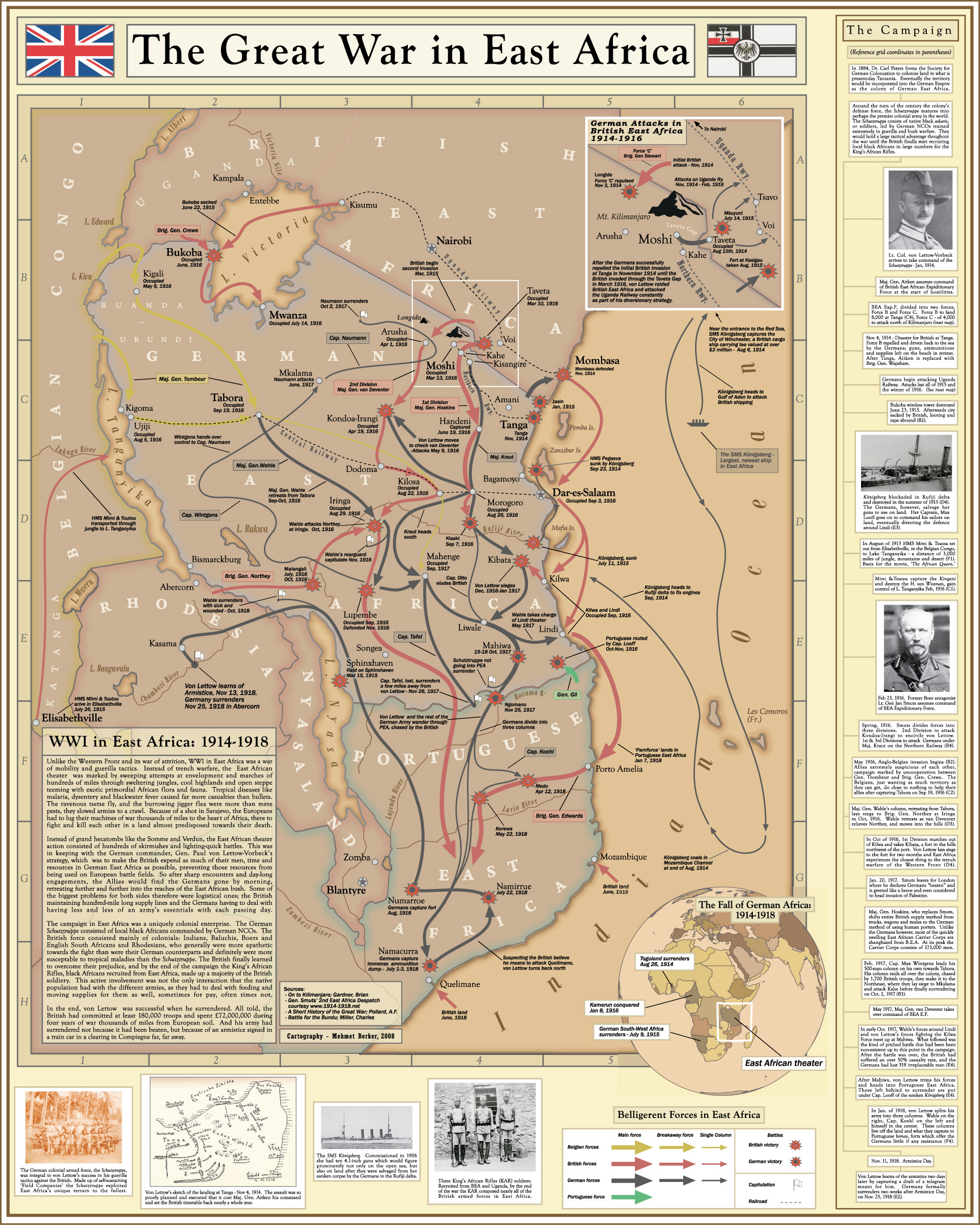
Les opérations en Afrique de l'Est. À partir du mois de mars, les Alliés mènent une offensive contre l’Afrique orientale allemande par le nord-est (Britanniques et Sud-Africains), l’ouest (Belges) et le sud-ouest (Britanniques). Les Allemands se réfugient dans le sud, puis au Mozambique à partir de l’automne 1917, pour y mener la guérilla. Le général von Lettow-Vorbeck résiste jusqu’à la fin de la guerre avec des forces réduites, il a réussi à mobiliser contre lui 150000 soldats alliés.

- 5 mars : le général sud-africain Jan Smuts lance une offensive générale contre l’Afrique orientale allemande par le nord-est avec l’appui de troupes indiennes et rhodésiennes. Il prend Moshi le 13 mars puis avance le long de la voie ferrée de l’Usambara vers Morogoro[5].

- 8-9 avril, AOF : victoire française sur la rébellion touarègue à la bataille de Filingué[6].
- 12 avril : le territoire du Tchad ne dépend plus de la colonie d’Oubangui-Chari[7].

- 18 avril : sous la direction du général Tombeur, des colonels Olsen, Molitor et Thomas, les troupes du Congo belge répliquent pour la première fois aux agressions des troupes coloniales allemandes[8]. Les troupes belgo-congolaises utilisent des hydravions sur le lac Tanganyika.
- 2 avril - 30 juin : répression de la révolte des Bobo contre l’administration française au Mali[9]. À la suite des révoltes, la conscription est suspendue en AOF.

- 6 mai : Kigali tombe aux mains des troupes belgo-congolaises[10].
- 9 mai, AOF : bataille d’Amdéramboukane. Fin de la résistance touarègue contre la pénétration française. Leur chef Firhoun est tué le 25 juin dans le Hoggar[11].
- 22 mai : les forces anglo-égyptiennes répriment la révolte du sultan du Darfour à la bataille de Beringia[12].

- 6 juin : les troupes belges prennent Usumbura[13].
- 28 juillet : Raphaël Antonetti devient gouverneur du Soudan français (fin en 1917)[14].
- 29 juillet : Kigoma et Ujiji sont occupées par les troupes belgo-congolaises[15].

- 26 août : les forces de Jan Smuts occupent Morogoro en Afrique orientale allemande[5].

- 4 septembre : la Royal Navy prend Dar es Salam[5].
- 7-8 septembre : l’offensive de Jan Smuts en Afrique orientale allemande est arrêtée lors des combats de Kisaki[5].
- 19 septembre : les Allemands évacuent Tabora qui est occupée par les troupes belgo-congolaises[8].

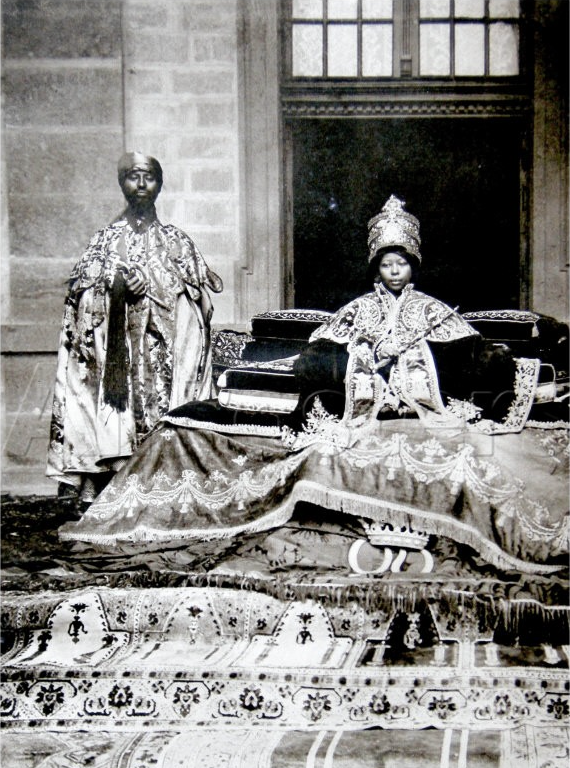
Zaoditou, impératrice d'Éthiopie

- 27 septembre : déposition du négus Iyasou V d’Éthiopie. La fille de Ménélik II, Zaoditou, est proclamée impératrice d’Éthiopie. Son cousin Ras Tafari exerce la régence[16].
- 29 septembre : Blaise Diagne, député du Sénégal, obtient par une loi que les habitants des « quatre communes » soient soumis aux obligations du service militaire au même titre que les autres Français[17].
- 25 octobre-8 novembre : résistance à la conscription dans le Sud-Constantinois[18] ; le 10 novembre, le Gouverneur général de l'Algérie signale au gouvernement français la rébellion des communes mixtes de Barika, Belezma, Aurès et Khenchela ; le 11 novembre, le bordj Mac-Mahon (commune mixte d'Aïn Touta) est attaqué et l'administrateur Henri Marseille et le sous-préfet de Batna, Cassinelli, sont assassinés. Le 12, le village de Barika est encerclé avant l'intervention d'une colonne. Le 14, des zouaves sont attaqués près de Seggana, le 18, la ccolonne est attaquée près de Tilatou. Le 30 novembre un détachement de zouaves est attaqué à l'Est de Bernelle permettant aux 68 conscrits de la commune mixte du Belezma de s'enfuir. Le commandant français, qui ne dispose que de 6 000 hommes, contre-attaque et lance ses soldats sénégalais dans le djebel Bosdan et le mont Mestaoua ; dix hommes sont tués le 5 décembre ; zouaves et sénégalais ratissent le Belezma du 19 au 30 décembre. Une brigade de 6 000 est retirée du front pour intervenir en Algérie à la mi-décembre. Les opérations se poursuivent jusqu'au 24 janvier 1917[19].

- Njoya, roi du Bamum (ouest du Cameroun) entreprend la rédaction de Nuot Kuote (« poursuis pour atteindre »), un ouvrage qui expose les fondements d’une religion nationale inspirée par l’islam, le christianisme et les croyances traditionnelles[20].

- « Conjuration » du Cuanza Norte, soulèvement anti-Portugais en Angola rassemblant des intellectuels noirs assimilés et des paysans mbundu, dirigé par le romancier Antonio de Assis Junior (1916-1917)[21]. Il est arrêté le 18 juillet 1917[22].

### Amérique
- 13 janvier, Mexique : Venustiano Carranza fait dissoudre les « bataillons rouges »[23].

- 22 février[24] : House-Grey Memorandum. Tentative de médiation de Wilson dans le conflit européen. Woodrow Wilson suggère à la France et au Royaume-Uni de proposer, à la fin de la campagne d’été, la réunion d’une conférence qu’il appuierait d’une menace d’intervention. Refus du Premier ministre britannique[25].

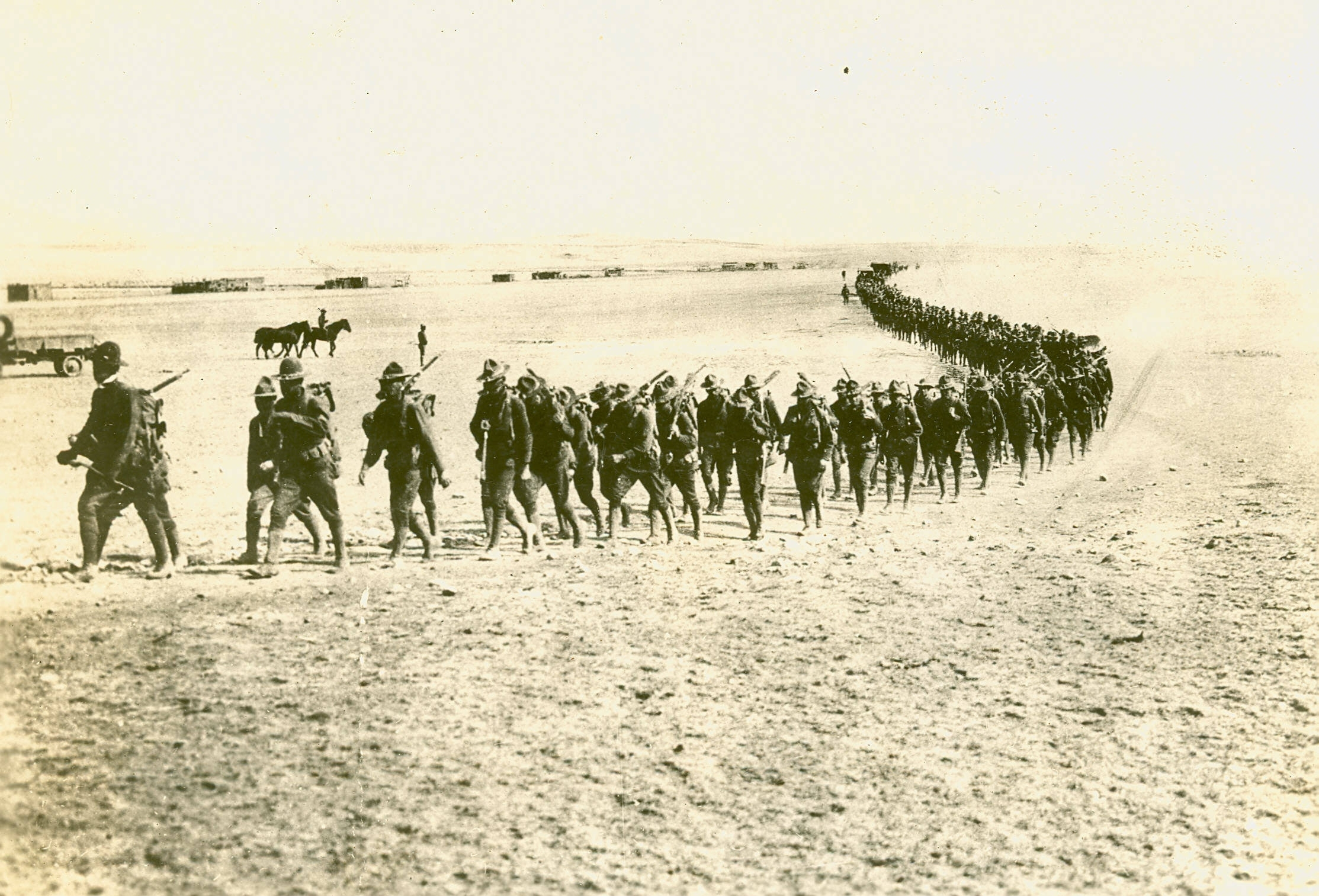
Expédition punitive contre Pancho Villa.

- Nuit du 8 au 9 mars : le révolutionnaire mexicain Pancho Villa conduit 1 500 hommes dans un raid contre le village américain de Columbus dont il tue 17 habitants. Le 15 mars, la cavalerie américaine conduite par John Pershing le poursuit jusque dans le nord du Mexique (fin en janvier 1917)[26].

- 18 avril : nouveau conflit diplomatique entre les États-Unis et l’Allemagne à la suite du torpillage du Sussex[27].

- 4 mai : l’Allemagne renonce à couler les vaisseaux civils ennemis sans avertissement[27].
- 5 mai : à la suite de troubles, le président Wilson envoie des troupes en République dominicaine à la demande du président Juan Isidro Jiménez (es)[28].

- 15 juillet : le traité Muñoz Vernaza-Suárez, signé à Bogota, fixe la frontière entre la Colombie et l'Équateur[29].
- 31 juillet, Mexique : la Casa del Obrero Mundial choisit l’affrontement et tente d’organiser une grève générale à Mexico qui est un échec. Le 1er août, Venustiano Carranza déclare la loi martiale contre les grévistes[30].

- 4 août : traité signée entre les plénipotentiaires Constantin Brun et Robert Lansing. le Danemark vend les îles Vierges aux États-Unis (effectif le 17 janvier 1917[31].

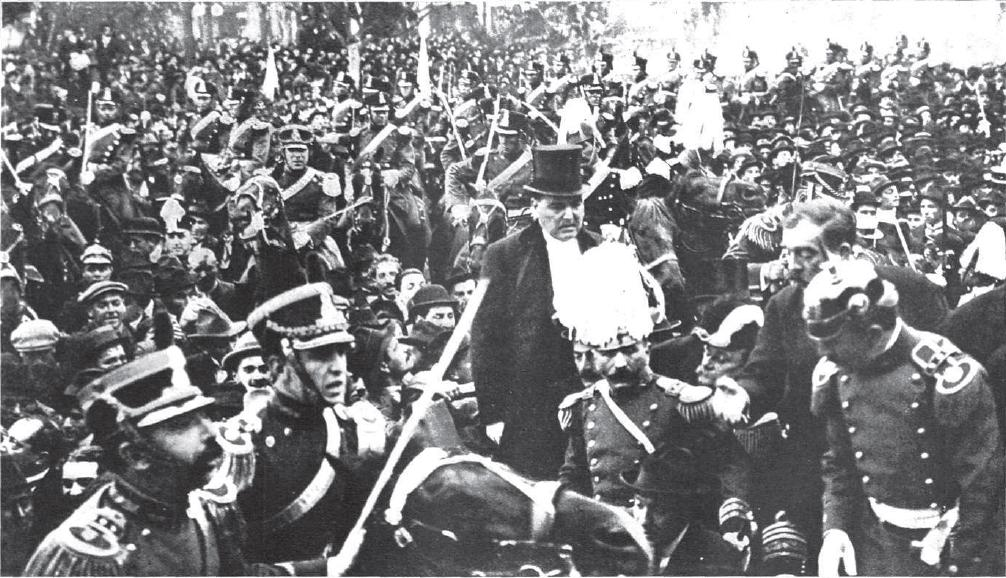
12 octobre : élection de Hipólito Yrigoyen.

- 12 octobre : Hipólito Yrigoyen, dirigeant de l’Union civique radicale devient président de la République Argentine (fin en 1922). Les classes moyennes mettent un terme à l’oligarchie en le portant au pouvoir[32].
- 7 novembre : réélection de Woodrow Wilson comme président des États-Unis[33].

### Asie
- 4 février : inauguration de l’université hindoue de Bénarès[34].
- 22 mars, Chine : devant l’opposition du Guomindang, des autres chefs militaires et des puissances étrangères, Yuan Shikai, qui s’était proclamé empereur, se désiste en faveur de la république[35].
- 3-4 mai : échec d’une insurrection contre la France menée par le roi Duy Tân en Annam[36].
- 10 mai : l’empereur d’Annam Duy Tân est déposé et exilé au Cap Saint-Jacques (juillet) puis à La Réunion (novembre)[36].
- 6 juin : mort du président de la République de Chine Yuan Shikai. Le vice-président Li Yuanhong qui lui succède le lendemain rétablit le régime constitutionnel de 1912[35]. Il voit la Chine en proie à l’anarchie militaire au Nord (Zhang Zuolin en Mandchourie, Duan Qirui à Pékin) et à l’anarchie politique dans le Sud.
- 4 juillet : troubles à Khodjent en pays ouzbek contre la mobilisation pour le travail obligatoire sur le front russe. Le mouvement de révolte gagne le Kazakhstan et le Kirghizistan[37]. Il est difficilement réprimé par l’armée russe à partir du 20 août.
- 16 décembre, Indonésie : création du Volksraad ("Conseil du peuple") sous la pression du mouvement national[38]. Il favorisera une vie politique plus intense et un groupe de conseiller y exprimera des revendications nationales.
- 29 - 31 décembre, Inde : pacte de Lucknow entre les militants nationalistes hindous et musulmans composites (favorables à une seule nation indienne, musulmane et hindoue)[39]. Abul Kalam Azad en est l’instigateur.

### Proche-Orient
- 9 janvier : échec de la offensive alliée dans les Dardanelles. Les forces franco-britanniques évacuent la presqu’île de Gallipoli[40].
- 10 janvier-25 mars : offensive russe dans le Caucase ; l’armée du Caucase attaque les lignes ottomanes à Köprüköy et avancent sur Erzurum[41].
- 30 janvier : dernière lettre du résident britannique au Caire Henry McMahon au chérif de La Mecque Hussein ibn Ali. Huit lettres échangées depuis le 14 juillet 1915 scellent l’accord entre les deux hommes [42]. Hussein s’engage à combattre les Turcs aux côtés des Alliés en échange de la reconnaissance par le Royaume-Uni de l’indépendance du « royaume arabe ».

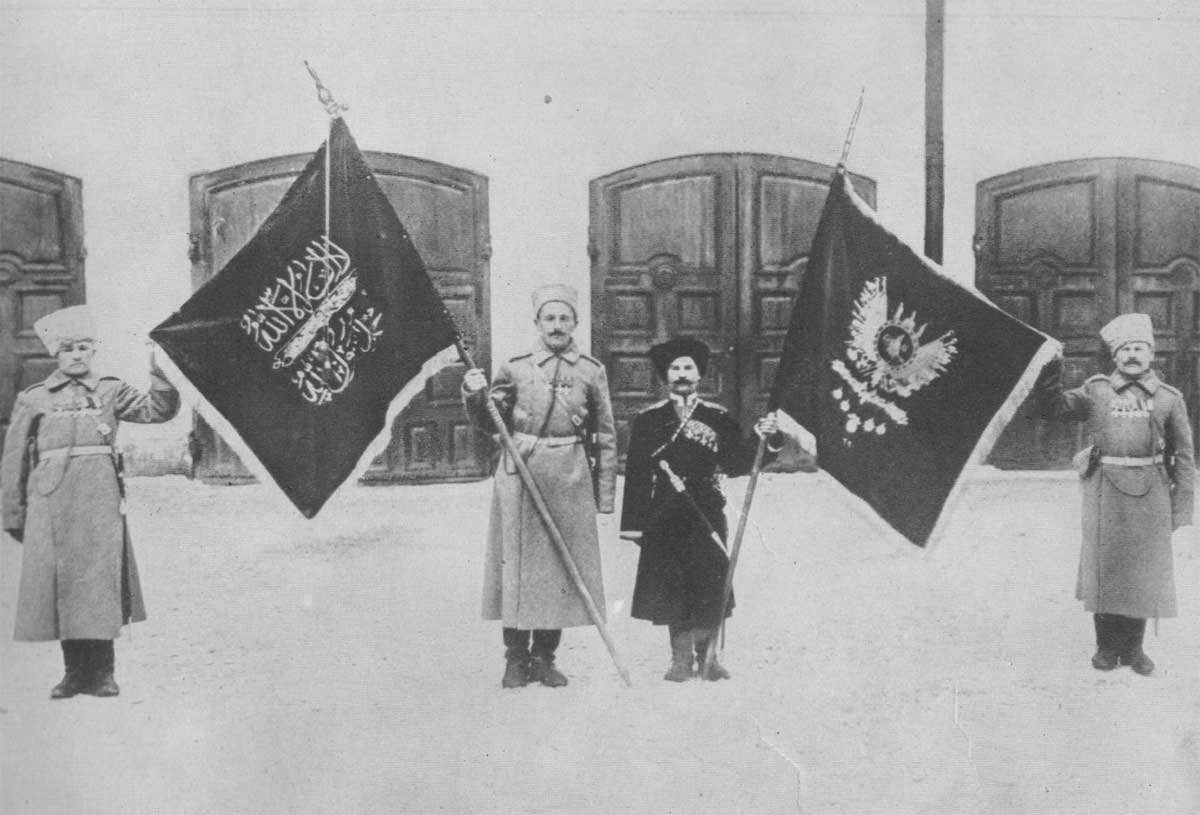
16 février : soldats russes montrant les drapeaux pris à Erzurum

- 16 février : les Russes prennent Erzurum[40].
- 25 février, Campagne perse : l’armée russe du général Baratoff avance sur Kermanshah occupée par l’armée turque. La ville est prise le 3 mars[43].
- 19 mars, Campagne perse : les Russes de Baratoff occupent Ispahan[43].

- 18 avril : Trébizonde tombe aux mains des Russes qui entrent en Anatolie orientale[40].
- 29 avril, Mésopotamie : les troupes indo-britanniques de Charles Townshend capitulent à Kut al-Amara[40].

- 6 mai : le commandant militaire Djemal Pacha, alias Al-Saffah (« Le Tueur »), fait exécuter 21 nationalistes libanais et syriens à Beyrouth et à Damas[44].
- 16 mai : accord secret Sykes-Picot (Royaume-Uni et France) prévoyant après la guerre le partage des possessions arabes de l’Empire ottoman[40] : statut international de la Palestine ; le Royaume-Uni contrôle la Mésopotamie, Haïfa et Acre ; la France le moutassarifiyyat du mont Liban, la Syrie, la Cilicie et la région de Mossoul ; la Russie reçoit le Nord-Ouest de l’Anatolie (Arménie et partie du Kurdistan).

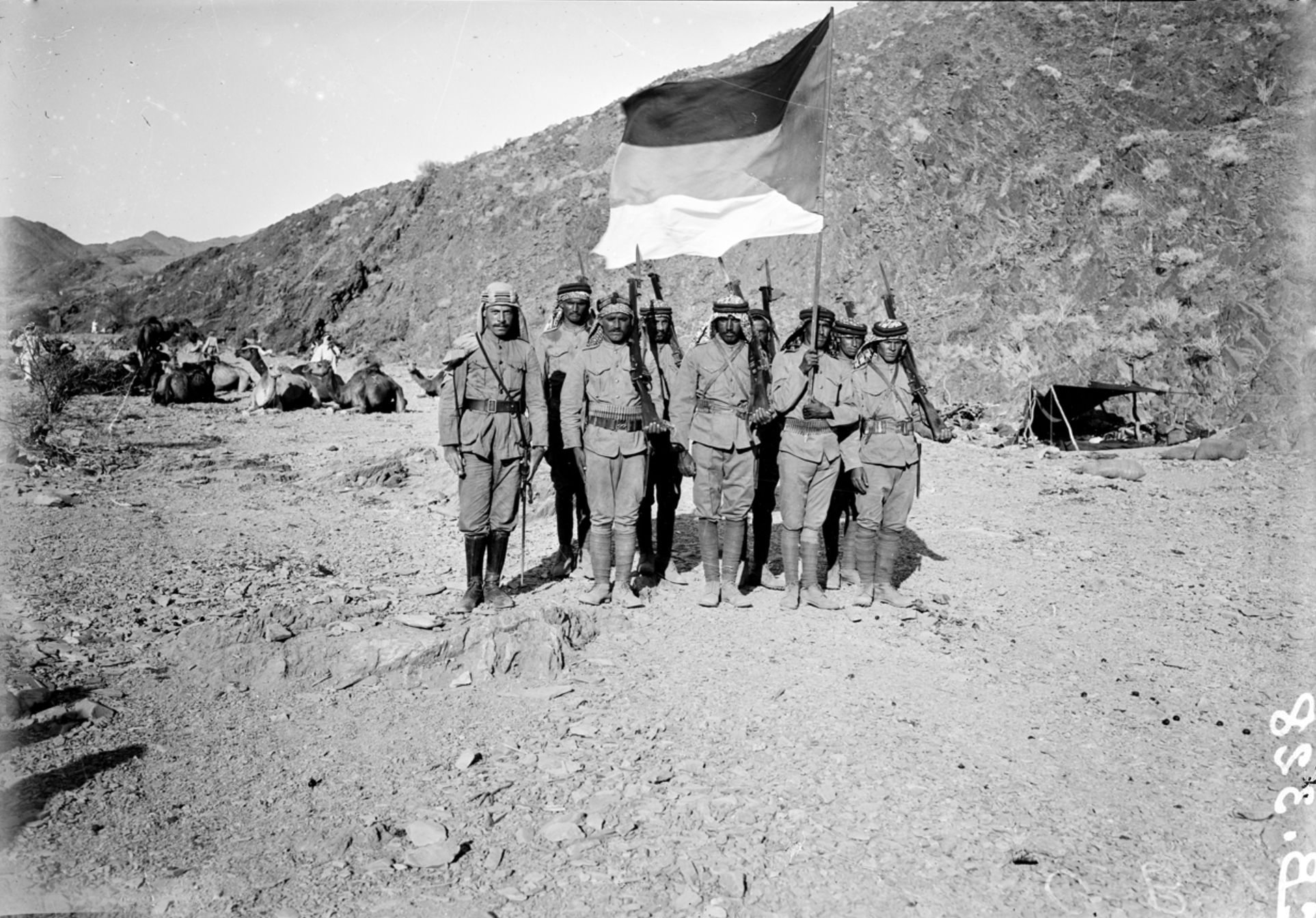
Soldats de l'armée arabe pendant la révolte arabe

- 5 juin : proclamation de l’indépendance du Hedjaz (1916-1924). Le 10 juin commence la grande révolte arabe contre les Turcs lancée par Hussein ibn Ali, shérif de La Mecque, avec l’aide des Britanniques. Les quatre fils du shérif, Ali, Abdallah, Fayçal et Zayd dirigent la révolte[45]. La Mecque et les principales villes du littoral sont prises, mais Médine résiste avec une forte garnison. Des officiers britanniques et français sont envoyés dans le Hedjaz pour conseiller les chefs de la révolte à la fin de l’année. Thomas Edward Lawrence se lie d’amitié avec Fayçal et conseille d’abandonner la prise de Médine et de porter la révolte vers le nord et de couper la ligne de chemin de fer du Hedjaz.
- 12 juin, Campagne perse  : les forces britanniques conduites par Percy Sykes (South Persia Rifles), arrivées à Bandar Abbas en mars, entrent à Kerman ; elles sont à Yazd le 14 août, puis rejoignent les troupes russes à Ispahan le 11 septembre[43].

- 4 août : second raid germano-turc sur le canal de Suez. Il se heurte à la résistance des Britanniques et de l’ANZAC à Romani. Les forces ottomanes se retirent sur El-Arich le 12 août[46].
- 6-7 août : dans le Caucase, Mustafa Kemal reprend Bitlis et Much aux Russes[40], qui contre-attaquent et reprennent Bitlis le 23 août[47].

- 3 novembre : protectorat britannique sur le Qatar[48].
- 11 novembre, Campagne perse : Percy Sykes et entre triomphalement à Chiraz à la tête des South Persia Rifles ; les Britanniques contrôlent le sud de la Perse[43].
- 21 décembre : l’Egyptian Expeditionary Force prend El-Arich[46].

- 23 décembre : prise de Magdhaba par les Britanniques[49].

### Europe
- 9-10 janvier : offensive allemande en Champagne entre la Courtine et le mont Têtu (Main de Massiges)[50].
- 11 janvier : prise de Cetinje. Les Austro-hongrois occupent le Monténégro dont l’armée capitule le 17[51].
- 13-14 janvier : Zuiderzeevloed[52]. La mer du Nord envahit les terres basses de la Hollande faisant 10 000 morts.
- 16 janvier : occupation française de Corfou. Les troupes serbes débarquent dans l’île pour être évacuées (16 janvier-20 février)[53].
- 24 janvier : Military Service Act. Le service militaire obligatoire est adopté par le Royaume-Uni[54]. 4 millions d’hommes sont mobilisés (24 %) et 1,5 million de personnes sont employées dans les industries de guerre.

- 8 février : le gouvernement allemand fixe au 1er mars le début de la guerre sous-marine sans restriction : les navires marchands pourvus de canons seront torpillés[27].
- 13 février : la 1re brigade russe constituée (2 régiments), quitte Moscou par le transsibérien et arrive en Mandchourie à Dairen le 28 février, d’où elle embarque pour la France sur des navires français. Elle arrive à Marseille le 11 avril, où elle reçoit un accueil triomphal[55].

- 19 février : le Royaume-Uni demande au Portugal d’arraisonner et de réquisitionner les navires de commerce allemands présents dans ses ports. Le 23, le gouvernement promulgue un décret de réquisition aussitôt appliqué[56].

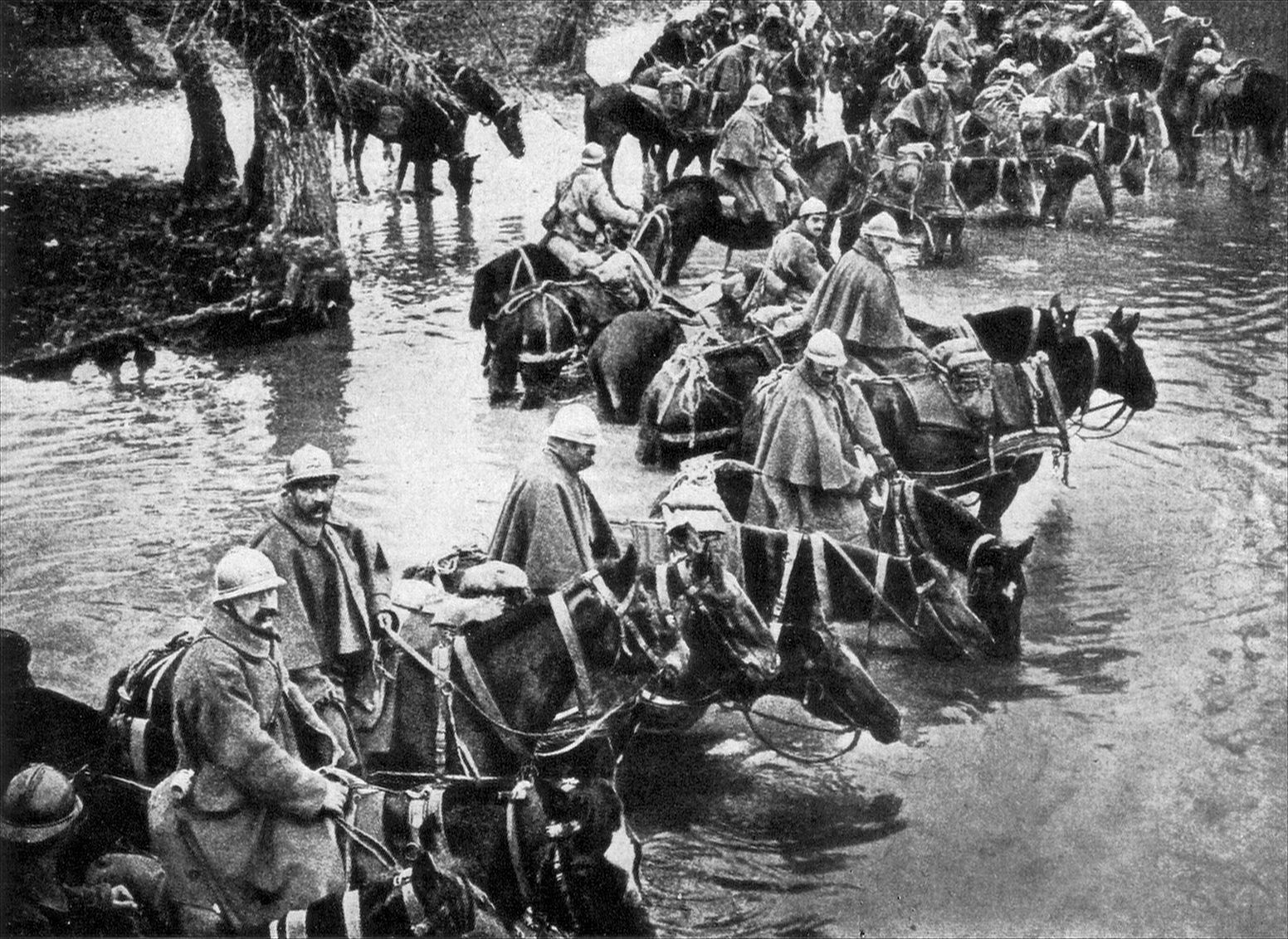
Troupes françaises traversant une rivière pendant la bataille de Verdun

- 21 février : affrontement au Bois des Caures[57]. Début de la bataille de Verdun (fin le 18 décembre)[54]. L’artillerie allemande pilonne les positions françaises sur un front de 12 km. Plus de 300 000 morts, environ 163 000 Français et 140 000 Allemands[58].
- 25 février, Verdun : prise du fort de Douaumont par les Allemands[57].

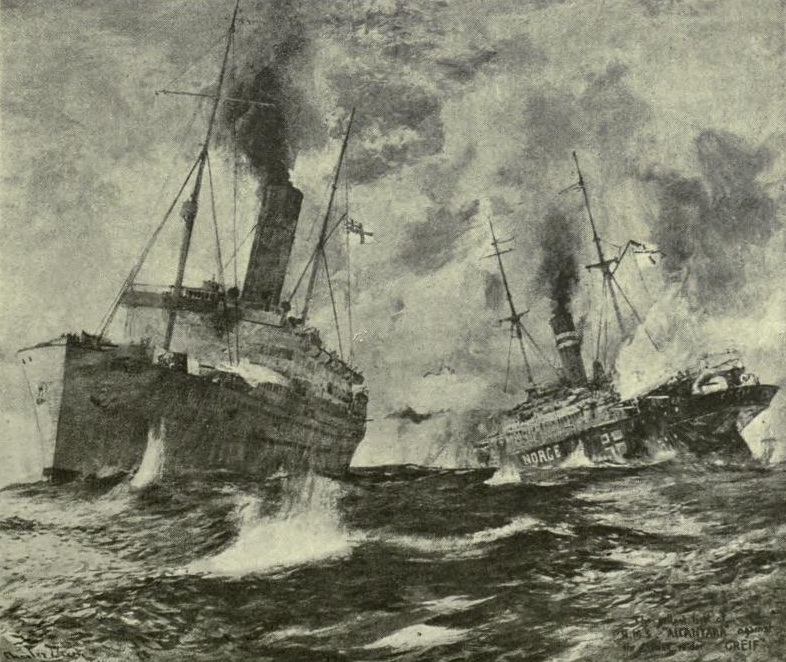
29 février : duel de lAlcantara et du Grief.

- 29 février : le croiseur britannique Alcantara et le navire allemand Grief se coulent mutuellement après un combat épique dans la Manche[59].
- Février : les Tchèques Tomáš Garrigue Masaryk, Edvard Beneš et le Slovaque Milan Stefánik fondent à Paris un Conseil national tchécoslovaque[60].

- 9 mars : 
  - L’acte de réquisition provoque la déclaration de guerre de l’Allemagne au Portugal[54]. Un gouvernement d’Union sacrée est organisé au Portugal avec mission de préparer un corps expéditionnaire et de renforcer les troupes qui combattent en Afrique.
  - Verdun : les Allemands se heurtent à la résistance du fort de Vaux[57].
- 9-17 mars : cinquième bataille de l’Isonzo[61].
- 17 mars : début de l’offensive russe du lac Narotch en Biélorussie[62].
- 19 mars : débuts du mouvement spartakiste à Berlin lors de la conférence du groupe révolutionnaire Die Internationale[63].
- 24 mars : un sous-marin allemand torpille dans la Manche sans sommation le paquebot britannique Sussex[27].

- 9 avril : échec de l’offensive générale allemande sur le front de Verdun[57].

- 20-24 avril : conférence ouvrière internationale des opposants à la guerre à Kienthal, en Suisse[54].

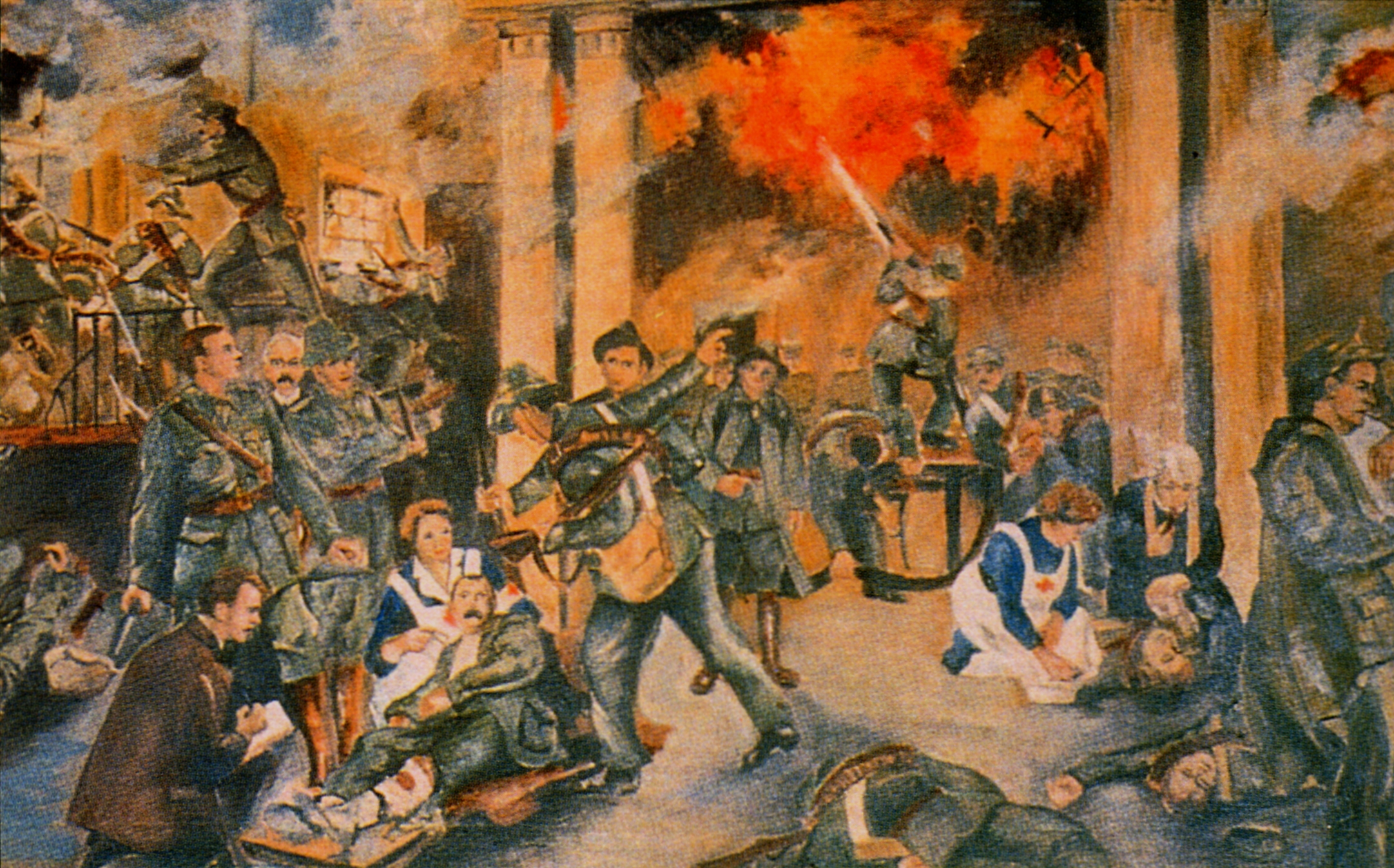
24 avril : insurrection de Pâques. Naissance de la République irlandaise, illustration de Walter Paget.

- 24 avril : insurrection de Pâques à Dublin menée par les « volontaires irlandais », « l’armée des citoyens » et le mouvement Fianna Fáil sur l’initiative de l’Irish Republican Brotherhood : occupation d’édifices publics, établissement d’un gouvernement provisoire et proclamation de la République irlandaise. Pâques sanglantes : répression de l’insurrection de Dublin par l’armée britannique (une cinquantaine de morts parmi les républicains, une centaine de policiers et plus de 200 victimes civiles)[64].
- 25 avril : bombardement de Yarmouth et de Lowestoft par la flotte allemande[65].
- 27-29 avril : bataille d’Hulluch en Artois[66].
- 29 avril : reddition sans condition des insurgés nationalistes irlandais. Exécutions de 15 meneurs sur 90 condamnations. Plus de 2 500 nationalistes sont emprisonnés[64].
- 30 avril : Pétain, nommé commandant du armées du Centre, laisse la direction de la bataille de Verdun à Nivelle[57].
- 1er mai : plusieurs milliers d’ouvriers manifestent à Berlin contre la guerre à l’appel de Die Internationale. Karl Liebknecht est arrêté[54].

- 15 mai : l’armée austro-hongroise perce les premières lignes de défense italiennes dans le Trentin (fin le 27 juin)[67].
- 30 mai : le général Sarrail proclame l’état de siège à Salonique à la suite de la prise du fort de Rupel par les troupes germano-bulgares le 26 mai. Le 3 juin, les Alliés rédigent un ultimatum remis au gouvernement grec le 21 juin[68]. Le roi Constantin cède aux exigences alliées en remplaçant Stéphanos Skouloúdis par Zaïmis[69].
- 31 mai - 1er juin : bataille navale indécise entre les flottes allemande et britannique au Jutland[54].

- 4 juin : offensive russe du général Broussilov contre les forces allemandes de Mackensen (fin en août)[54].
- 8-9 juin : offensive allemande à Verdun. Chute du fort de Vaux puis le lendemain de Thiaumont ; Fleury-devant-Douaumont tombe le 23[57].
- 23 juin, Verdun : les Allemands atteignent les abords de Froideterre[57].
- 29 juin : le Premier ministre grec Zaïmis ordonne la démobilisation de l’armée à la suite de dissensions avec les Alliés[69].

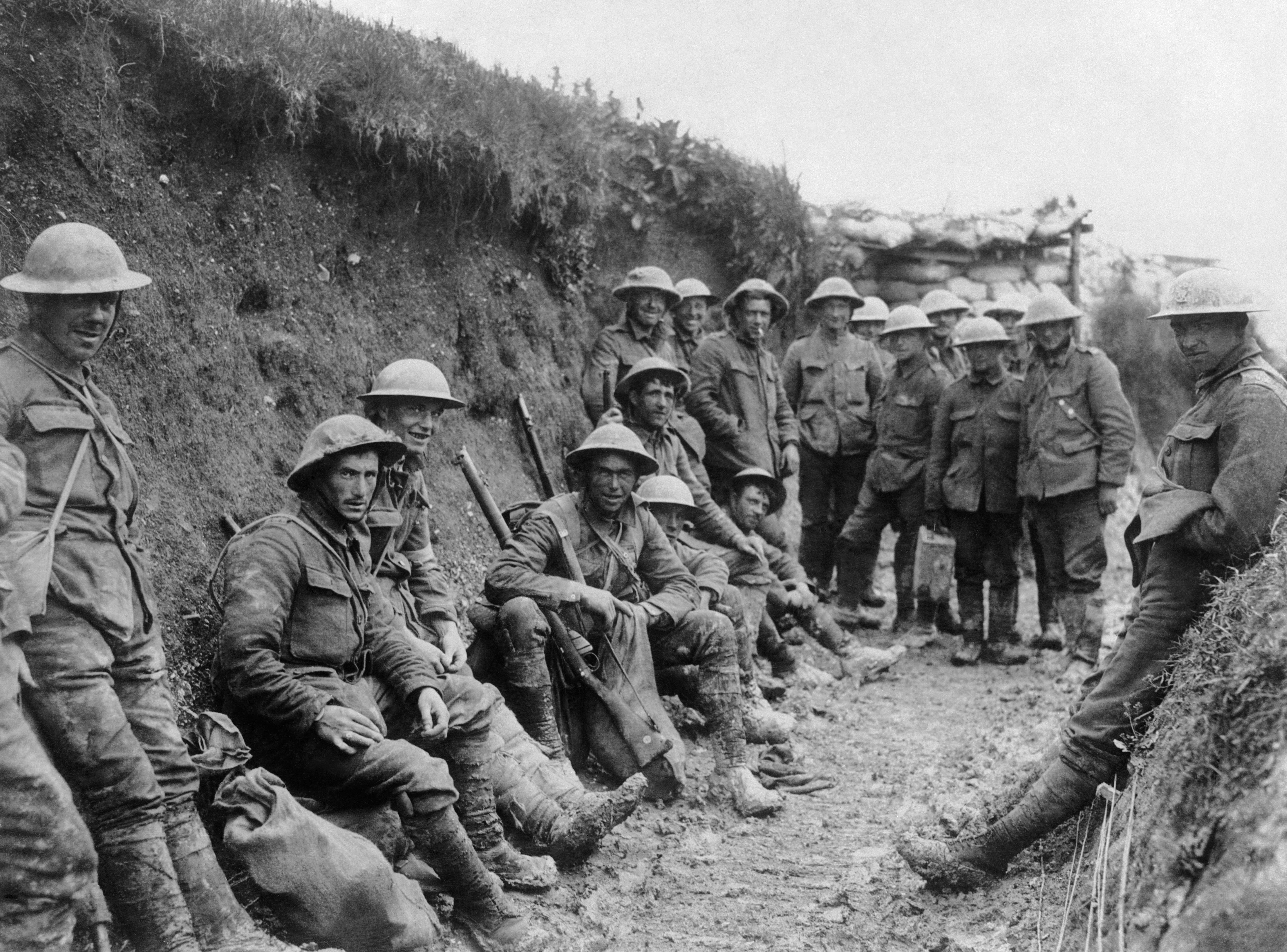
: soldats du Royal Irish Rifles le premier jour de la bataille de la Somme

- 1er juillet : début de la bataille de la Somme, offensive alliée vers Bapaume et Péronne (fin le 18 novembre)[54]. Les forces britanniques (volontaires) s’engagent dans la bataille. Plus de 1 100 000 victimes, dont 415 000 Britanniques, 200 000 Français et de 400 000 à 600 000 Allemands[70].
- 4 juillet : le Premier ministre roumain Ion Bratianu rappelle aux alliés que son pays interviendra à leurs côtés s’ils ne se retirent pas des Dardanelles et s’ils déclenchent une offensive contre les Bulgares à partir de Salonique[71].
- 7 juillet : le libéral David Lloyd George devient ministre de la guerre du Royaume-Uni[72].
- 14-17 juillet : bataille de la crête de Bazentin[73]. Début de la seconde phase de la bataille de la Somme (guerre d’usure)[74].

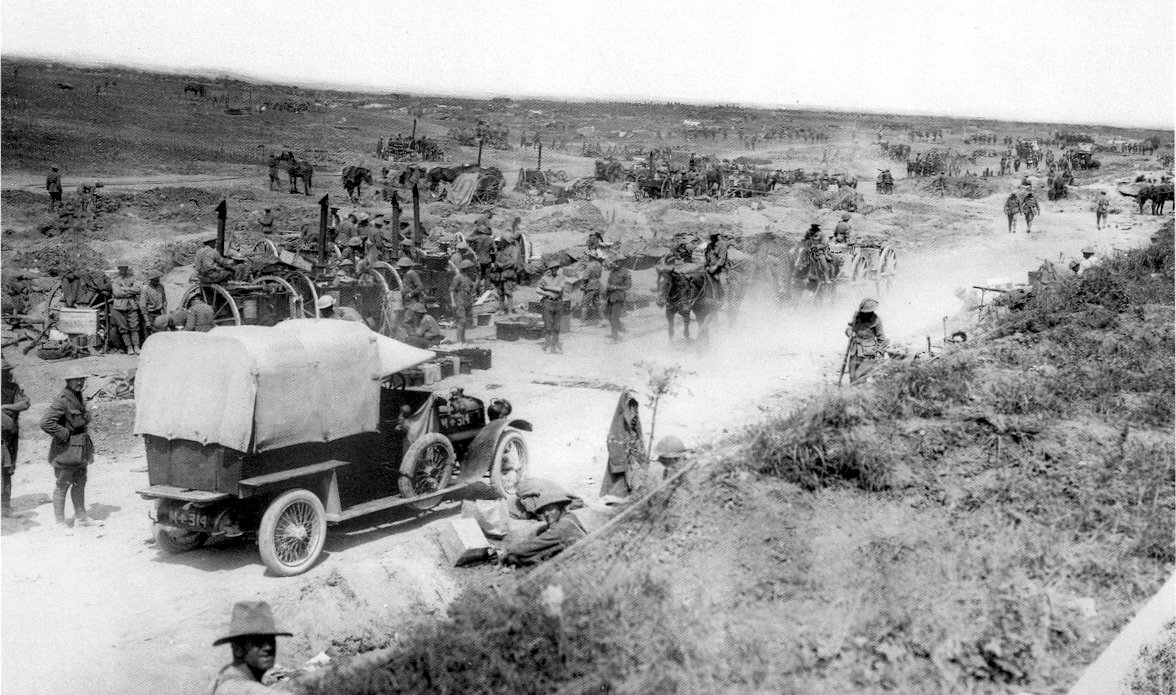
28 août : opérations près de Contalmaison pendant la bataille de la Somme

- 28 juillet, Somme : les Britanniques chassent les Allemands du bois Delville, puis prennent Contalmaison, progressent rapidement vers Péronne et s’emparent de Longueval[75].

- 8 août : en Italie, prise de Gorizia par la 3e Armée italienne sous les ordres du duc d’Aoste après la sixième bataille de l’Isonzo[54].
- 9 - 18 août : offensives alliées dans la région du lac Doiran, en Macédoine, repoussées par les Bulgares[76].
- 17 août : traité d’alliance entre l’Entente et la Roumanie signé à Bucarest : en échange de son entrée en guerre contre l’Autriche, la Roumanie annexera la Bucovine, la Transylvanie et le Banat[77].
- 24 août, Somme : les Français prennent Maurepas[49].
- 27 août : la Roumanie déclare la guerre à l’Autriche-Hongrie[77]. Après une offensive en Transylvanie rapidement enrayée, le pays se trouve isolé par 600 000 Austro-Allemands appuyés par les Turcs et les Bulgares. Bucarest tombe le 4 décembre et la Roumanie conclut un armistice. L’invasion du pays par les Allemands met en difficulté le front russe méridional.
- 28 août :
  - Sollicité par les Alliés et pour renforcer sa position lors des négociations qui doivent décider du partage de l’Empire ottoman, le royaume d'Italie déclare la guerre à l’Empire allemand[78].
  - L’Allemagne, puis l’Empire ottoman le 30, déclarent la guerre à la Roumanie[78].
  - Les troupes roumaines du général Averescu entrent en Transylvanie[79] et prennent Brașov le 30 août[80].
  - En Allemagne, Von Falkenhayn est remplacé par le maréchal Paul von Hindenburg à la tête de la Direction Suprême de l’armée allemande[81].

- 1er septembre : 
  - la Bulgarie déclare la guerre à la Roumanie[78]. Dans la nuit du 1er au 2 septembre, les troupes bulgaro-allemandes de August von Mackensen lancent une offensive à l’est de Silistra contre la Roumanie[82].
  - Alexeï Broussilov interrompt l’offensive russe face aux Allemands[83].
- 2 - 6 septembre : défaite roumaine à la bataille de Turtucaia[84].
- 11 septembre : les soldats grecs du IVe corps d'armée (6 000 hommes) se rendent sans résistance aux Bulgares à Kavala (Grèce)[85].
- 13 septembre : le général Joffre, qui a toujours un œil sur Verdun demande à Pétain et à Nivelle, de préparer sur la rive droite la reprise des forts de Vaux et de Douaumont[86].
- 14-17 septembre : offensive italienne dans le Carso oriental[61].
- 12 septembre-11 décembre : les forces alliés de Sarrail lancent une offensive sur Monastir en Macédoine aux côtés des troupes serbes[5].

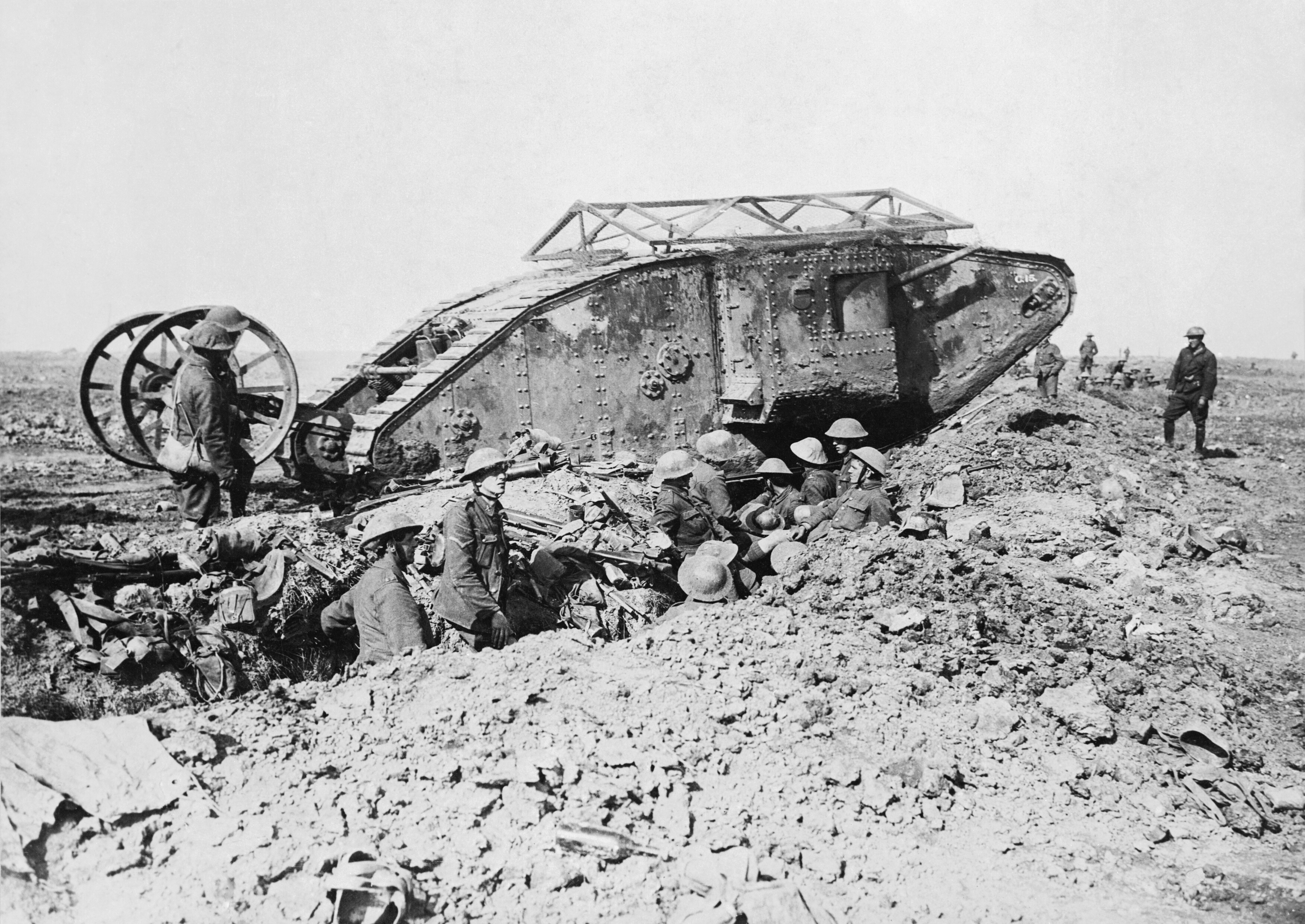
25 septembre : char Mark I à Thiepval pendant la bataille de la Somme

- 15 septembre, Somme : première utilisation des chars (tanks) par l’armée britannique à Flers-Courcelette[54]. Le 25, Français et Britanniques prennent Combles, à 12 km de Péronne[87].
- 26-29 septembre : bataille de Sibiu (Hermanstadt). Les Allemands forcent les Roumains à évacuer la Transylvanie (15 octobre)[88].

- 9 octobre, Grèce : Elefthérios Venizélos constitue à Salonique un gouvernement provisoire favorable aux Alliés, qui consacre la rupture avec les Royalistes, le « Schisme national ». Le lendemain, les Alliés adressent un ultimatum au gouvernement de Constantin de Grèce à Athènes pour lui demander de désarmer la flotte[49]
- 10-12 octobre : huitième bataille de l’Isonzo[61].
- 21 octobre : assassinat du président du Conseil austro-hongrois Karl von Stürgkh par le socialiste Friedrich Adler[54]. Ernest von Koerber lui succède.
- 24 octobre, Verdun : les troupes françaises du groupement Mangin reprennent, en quatre heures, le fort de Douaumont et réoccupent jusqu’à Vaux tout le territoire conquis depuis huit mois par les Allemands[57].

- 1er-4 novembre : neuvième bataille de l’Isonzo[61].
- 2 novembre : reprise du fort de Vaux[86].
- 15 et 16 novembre : réunion à Chantilly (Oise), à l’initiative du général Joffre, d’une nouvelle conférence militaire interalliée pour arrêter le plan des opérations de 1917[54].
- 16 novembre, Grèce : l’amiral Dartige du Fournet, commandement en chef des flottes alliées d’Orient, exige du gouvernement Lámpros à Athènes un désarmement complet des forces grecques ; le roi Constantin Ier de Grèce réunit le Conseil de la couronne le 19, qui refuse (21 novembre) Dartige du Fournet répond trois jours plus tard par un ultimatum[89].
- 19 novembre : prise de Monastir en Macédoine par Sarrail et les forces franco-serbes[5].
- 21 novembre :
  - décès du vieil empereur François-Joseph Ier d’Autriche et accession au trône de Charles Ier[54].
  - naufrage du Britannic en mer Égée[90].
- 23 novembre : le gouvernement grec de Elefthérios Venizélos déclare la guerre à la Bulgarie et à l’Allemagne[49].

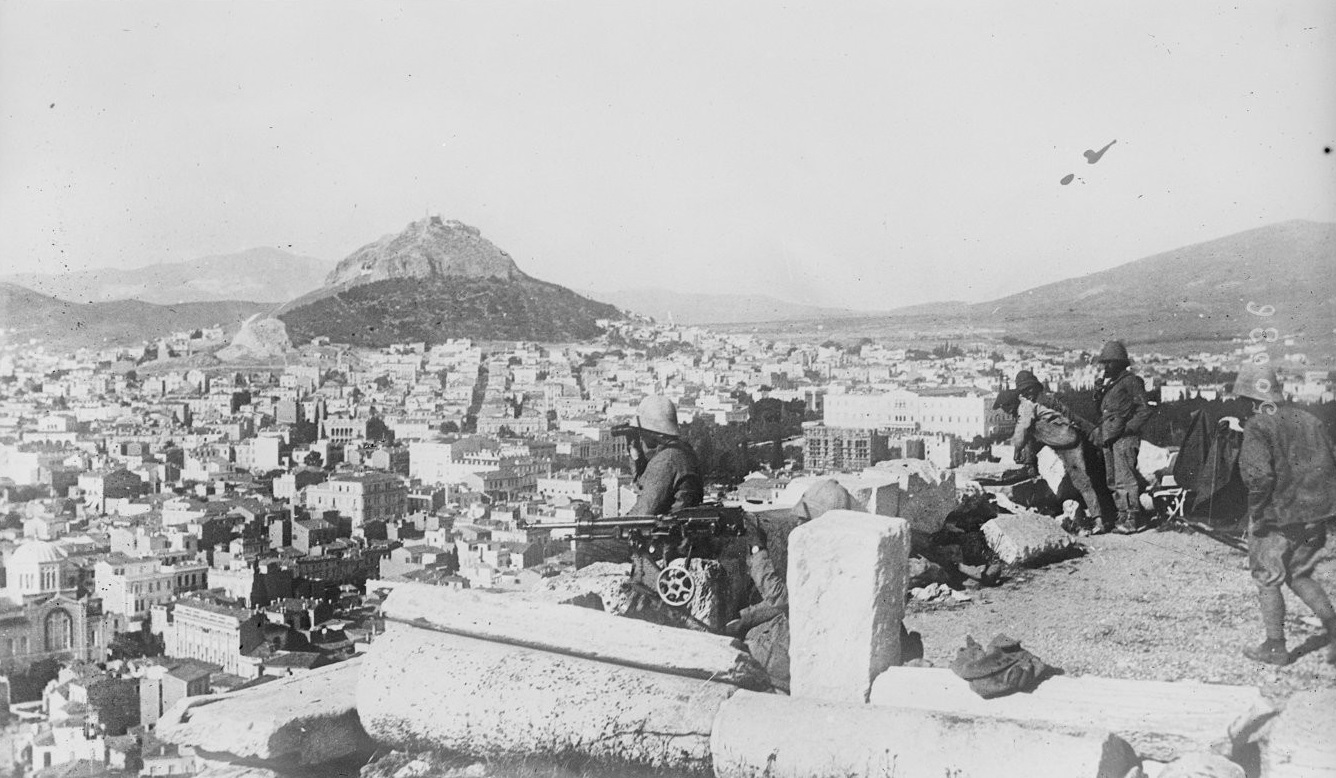
L'armée française à Athènes, après les vêpres grecques.

- 1er-2 décembre : « vêpres grecques » ; l’amiral Dartige du Fournet donne l’ordre à 2 500 marins de débarquer au Pirée et de marcher sur Athènes. Ils sont repoussés après de sévères affrontement avec les Grecs loyalistes. L’armée d’Orient fait le blocus d’Athènes et le 31 décembre, un compromis est trouvé avec le roi Constantin[89].
- 6 décembre : l’armée allemande de Falkenhayn, après voir traversé la Valachie et fait la jonction avec les Germano-Bulgares de Mackensen venus de Dobroudja, entre à Bucarest, évacué la veille par le gouvernement Bratianu qui se retire en Moldavie[82].
- 9 décembre : démission du Premier ministre britannique Herbert Asquith au profit de son rival au sein du parti libéral. Début du ministère de coalition de David Lloyd George, Premier ministre du Royaume-Uni (fin en 1922)[72]. Il crée un Cabinet de Guerre limité à cinq membres, un Cabinet impérial de Guerre (mars 1917) et instaure des ministères nouveaux, comme celui de l’Alimentation.
- 12 décembre : offre de paix allemande, refusée par l’Entente le 30 décembre[33].
- 13 décembre : 10 000 soldats périssent dans une avalanche de neige dans le Tyrol autrichien[91].

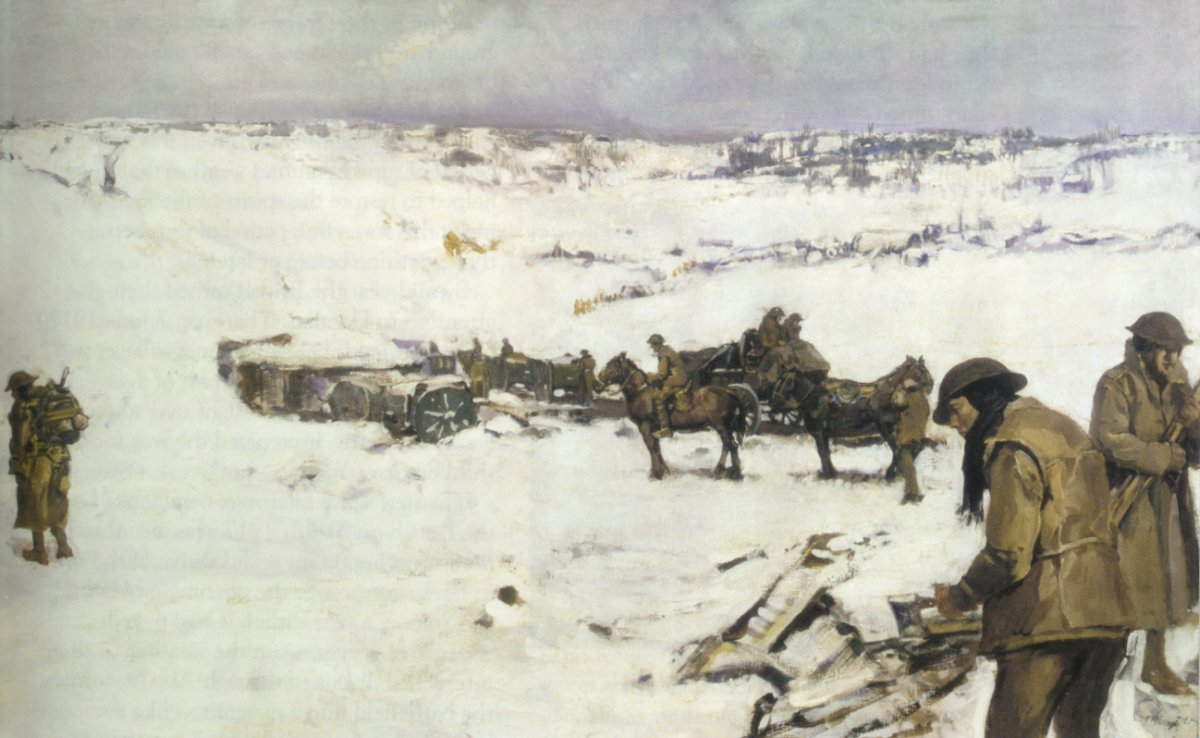
Le front de l’ouest durant l’hiver

- 18 décembre : fin de la bataille de Verdun[54]. Les Allemands sont repoussés par les troupes françaises.
- 20 décembre : Heinrich von Clam-Martinic devient ministre-président en Autriche. Le 26 avril 1917, il annonce la réouverture du Reichsrat pour le 30 mai[92].
- 25 décembre : le général Joseph Joffre est nommé maréchal de France, et remplacé par Robert Nivelle à la tête des armées[54].

#### Empire russe
- 2 février (20 janvier du calendrier julien) : Boris Stürmer, créature de Raspoutine, devient président du Conseil[54] puis ministre des Affaires étrangères en juin.
- Mai : 3,3 millions de réfugiés[93].
- 25 juin : oukase décrétant la mobilisation pour le travail obligatoire de 500 000 habitants du Turkestan et des steppes[94].

- 4 juillet : troubles à Khodjent en pays ouzbek contre la mobilisation pour le travail obligatoire sur le front russe[37]. Les Ouzbeks, les Kirghizes (à Pichkek, le 6 août), les Kazakhs et d’autres peuples d’Asie centrale contrôlés par la Russie se révoltent contre les autorités tsaristes. La révolte est provoquée par la question agraire et la réquisition des musulmans pour le service militaire. Les Kazakhs attaquent et tuent plusieurs milliers de colons slaves, et le 21 décembre l’état de guerre est déclaré au Kazakhstan[94]. La rébellion est durement réprimée. Des Kirghizes sont contraints de chercher refuge au-delà de la frontière chinoise. 300 000 Kazakhs sont déportés vers l’actuelle province chinoise du Xinjiang.

- 14 septembre : décret d’expulsion de Léon Trotski de France[95]. Le 30 octobre, il est conduit à la frontière espagnole, puis se rend aux États-Unis ; il est à New York le 13 janvier 1917[96].

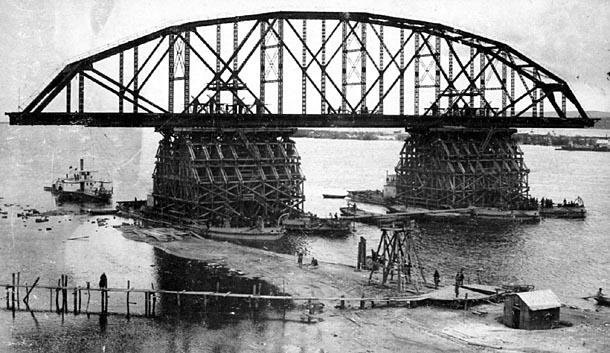
Le pont de Khabarovsk pendant sa construction, vers 1913-1916.

- 5 octobre : inauguration du pont de Khabarovsk, sur l’Amour[97]. Le transsibérien est terminé, devenant la ligne ferroviaire la plus longue du monde.
- 30-2 novembre (17-20 octobre du calendrier julien) : grève à Petrograd[98].
- Octobre : désertions, fraternisations[99].

- 5 novembre (23 octobre du calendrier julien) : acte des deux empereurs. L’Autriche-Hongrie et l’Allemagne promettent la création d’un État polonais monarchique, héréditaire et constitutionnel sur les territoires pris à la Russie[100].
- 8 novembre (26 octobre du calendrier julien) : ouverture du procès de marins mutinés de la flotte de la Baltique. Une grève de soutien dure trois jours à Petrograd[98].
- 14 novembre (1er novembre du calendrier julien) : discours du Cadet Pavel Milioukov à l’ouverture de la Douma : Qu’y a-t-il là ? Stupidité ou trahison ? Critique généralisée du gouvernement et de l’entourage impérial[100].
- 23 novembre (10 novembre du calendrier julien) : Boris Stürmer est remercié. Alexandre Feodorovitch Trepov devient président du Conseil[101].
- 29-30 décembre[54] : Raspoutine, un moine thaumaturge et débauché, accusé d’avoir exercé une influence néfaste sur la famille impériale russe, est assassiné par le prince Félix Youssoupoff, le député socialiste Pourichkevitch et le grand-duc Dimitri.
- 9 janvier 1917 (27 décembre du calendrier julien) : démission de Trepov. Nikolaï Galitzine, président du Conseil[102].

## Décès en 1916

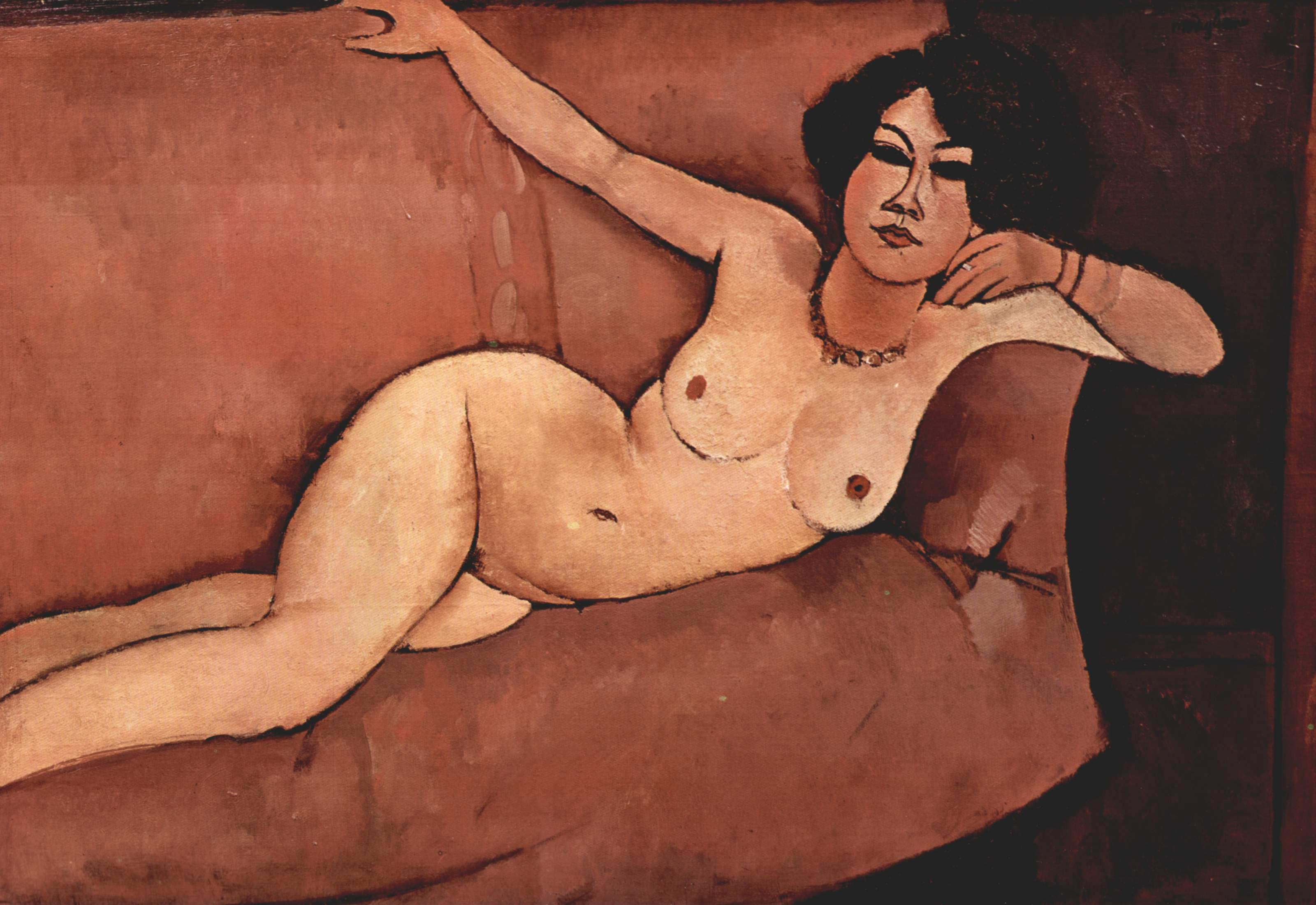
Almaiisa, toile d’Amedeo Modigliani.La peinture en 1916 sur Commons